# Церковь Симеона Столпника (Семион)
Церковь Симеона Столпника (Симеоновская церковь) — православный храм в селе Семион Кораблинского района Рязанской области (ранее — Ряжский уезд Рязанской губернии). Входит в состав Кораблинского благочиния Скопинской епархии Русской православной церкви. Освящён во имя преподобного Симеона Столпника

## История
Первое упоминание о Симеоновском монастыре — в XVII веке в летописи Каменского стана.
Версия о том, что монастырь якобы основан семьёй хана Симеона Бекбулатовича не имеет никакого документального подтверждения и основана, вероятно, лишь на созвучии имён.
С воцарением Фёдора Иоанновича был приписан к Новоиерусалимскому монастырю.
При Петре Первом монастырь был упразднён, находившаяся в нём церковь была обращена в приходскую. При ней, как видно из окладной книги 1676 года, было:

церковной пашни десять четвертей в поле, а в нём к тому же сенных покосов на девяносто копен.
В приходе, состоявшем из монастырских вотчин — села Симеона и деревни Корякиной, было 2 дв. боярских, 41 дв. крестьянский, а всего, со включением дв. попова и просвирницына, 45 дворов.
Ныне существующая в селе Симеон каменная церковь начата постройкою в 1874 году. Деньги на постройку храма были пожертвованы прихожанами, а также заштатным протоиереем села Ижевское Спасского уезда Владимиром Светловым и другими благотворителями.
В 1877 году освящён был благочинным, священником села Стрекалово (Княжое) Михаилом Горностаевым придел в честь святого Симеона Столпника, а главный в честь иконы Боголюбской Божией Матери на тот момент освящён не был.
В этом же году прихожанам села Симеон за пожертвования на постройку нового каменного храма было Преподано Божье благословение Его Преосвященства, Палладия, епископа Рязанского и Зарайского.
На 1880 год при церкви имелся неприкосновенный капитал в билетах на украшение храма в количестве 1902 рублей и в пользу причта в количестве 1000 рублей. Церковной земли во владении причта состояло 36 дес., на каковую землю плана и межевой книги не имелось.
В приходе, состоящем из одного только села, при 228 дворах числилось муж. полу 838 душ, жен. полу 886 душ.
На 1914 год церковной земли во владении причта было: усадебной с погостом вместе 2 дес. 2280 — кв. саж., 31 дес. 1200 кв. саж. пахотной, сенокосу — 3 дес., вся земля близ церкви. План на землю уже имелся.
К церкви принадлежала караулка каменная, покрытая железом и каменная часовня на кладбище. В приходе имелась школа: каменная смешанная земская с четырёхгодичным курсом. В церковной библиотеке книги томов — до 83 названий. Приход села Симеон составлял уже 310 дворов, 1073 душ муж. полу и 1113 душ жен. полу прихожан.
По штату на 1914 год в причте положены: 1 священник, 1 диакон и 1 псаломщик.

### Период после 1917 года

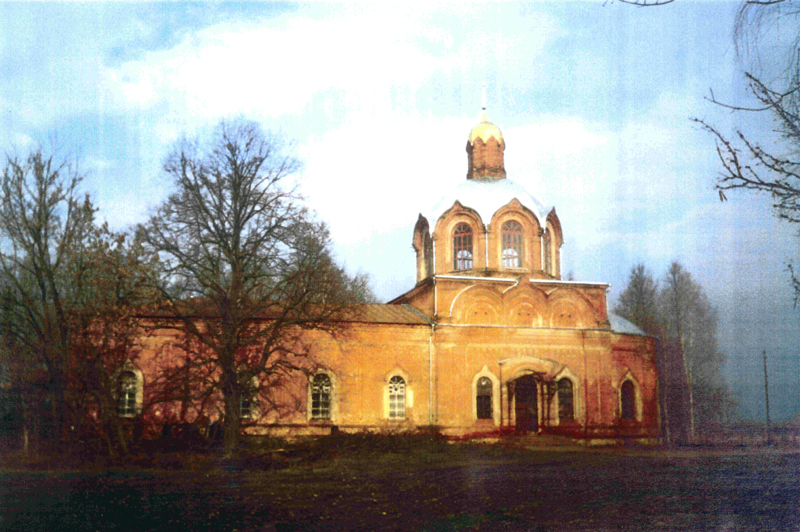
Церковь Симеона Столпника в селе Семион, 2009 год

Во времена Советской власти начались массовые гонения со стороны государственных органов на духовных лиц, а также была организована работа по изъятию церковных ценностей, по разрушению и перепрофилированию, занимаемых ими зданий. Многие церкви были разрушены.
В 1918 году церковь была закрыта, а потом и частично разрушена. Использовалась первоначально в качестве Дома культуры, потом склада. В начале 2000 годов возвращена верующим.
С 2006 года действует в качестве приходской

## Известные священно и церковные служители храма

### Священнослужители
- Иаков (белый поп) — упом. в 1676 г.
- Иоанн Фомин — упом. в 1682 г.
- Феодотий Иоаннов — рук. в 1704 г. апр. 27.
- Василий Космин — упом. в 1739 г.
- Хрисанф Григорьев — рук. в 1739 г. авг. 13.
- Иоанн Яковлев — рук. в 1802 г.
- Алексий Афанасьев — опред. в 1813 г. апр. 28.
- Роман Соловьёв — упом. с 1840 по 1849 г.
- Иоанн Герасимов Сионский — упом. с 19 февраля 1849 по 1853 г.
- Иоанн Феодулович Витушин — сост. с 6 августа 1853 г.
- Иоанн Михайлов Житов — упом. с 1883 г. (на 1914 год 58 лет).
- Михаил Сергеевич Нуждин (иерей) — рук. с 2012 г. по н.в.

### Церковнослужители
- Александр Ильин, пономарь — упом. с 1805 по 1830 г.
- Лагов Косма, пономарь — упом. с 1871 г.
- Алексей Михайлов Камнев, и.д. псаломщика — упом. с 1914 г. (на 1914 год 19 лет).[1][4][6][11][12][13]